# Přestavlky (district de Litoměřice)
Pour les articles homonymes, voir Přestavlky.
Přestavlky (en allemand : Pschestawlk) est une commune du district de Litoměřice, dans la région d'Ústí nad Labem, en Tchéquie. Sa population s'élevait à 297 habitants en 2021.

## Géographie
Přestavlky se trouve à 6 km au sud-ouest de Roudnice nad Labem, à 16 km au sud-sud-est de Litoměřice, à 31 km au sud-sud-est d'Ústí nad Labem et à 63 km au nord-ouest de Prague.
La commune est limitée par Dušníky au nord, par Roudnice nad Labem et Kleneč à l'est, par Račiněves au sud, et par Budyně nad Ohří à l'ouest.

## Histoire
La première mention écrite du village date de 1227.

## Transports
Par la route, Prackovice nad Labem se trouve à 9 km de Roudnice nad Labem, à 7 km de Lovosice, à 21 km de Litoměřice, à 45 km d'Ústí nad Labem  et à 48 km de Prague.